# Devils on horseback

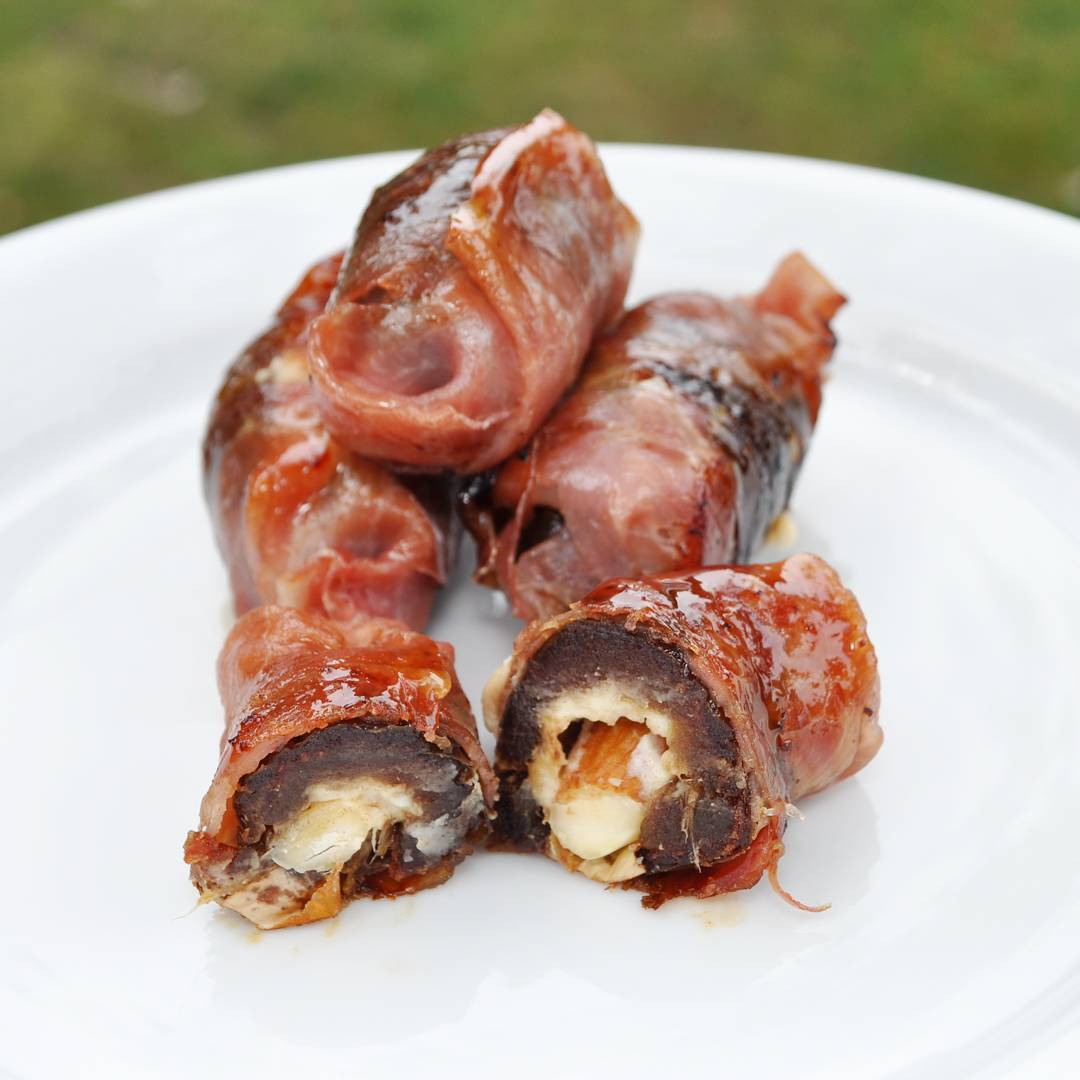
Devils on horseback

Devils on horseback sind Appetithäppchen der britischen Küche, eigentlich eine Abwandlung von Angels on horseback. Die „teuflische“ Version ersetzt die Austern durch Pflaumen oder Backpflaumen. Der Name taucht zum ersten Mal wohl im frühen 20. Jahrhundert auf und war anfangs oft nur als Synonym für Angels on Horseback verwendet worden. Die britische Spezialität, die eine Zeit lang beliebt war, besteht aus mit Chutney gefüllten Pflaumen, die in Speckstreifen gewickelt, auf Butterbrot gelegt und mit geriebenem Käse bestreut überbacken wird. Die Tatsache, dass Cayennepfeffer oder andere scharfe Gewürze fehlten, lässt vermuten, dass der Name nur als Gegenstück zu der „Engel-Version“ entstand.
Vor der Zubereitung werden die Trockenpflaumen weich gekocht, ggf. entsteint. Die Spieße werden entfernt und die „Teufel“ auf Buttertoast mit Petersilie serviert.